# Eugeniusz Śmiarowski

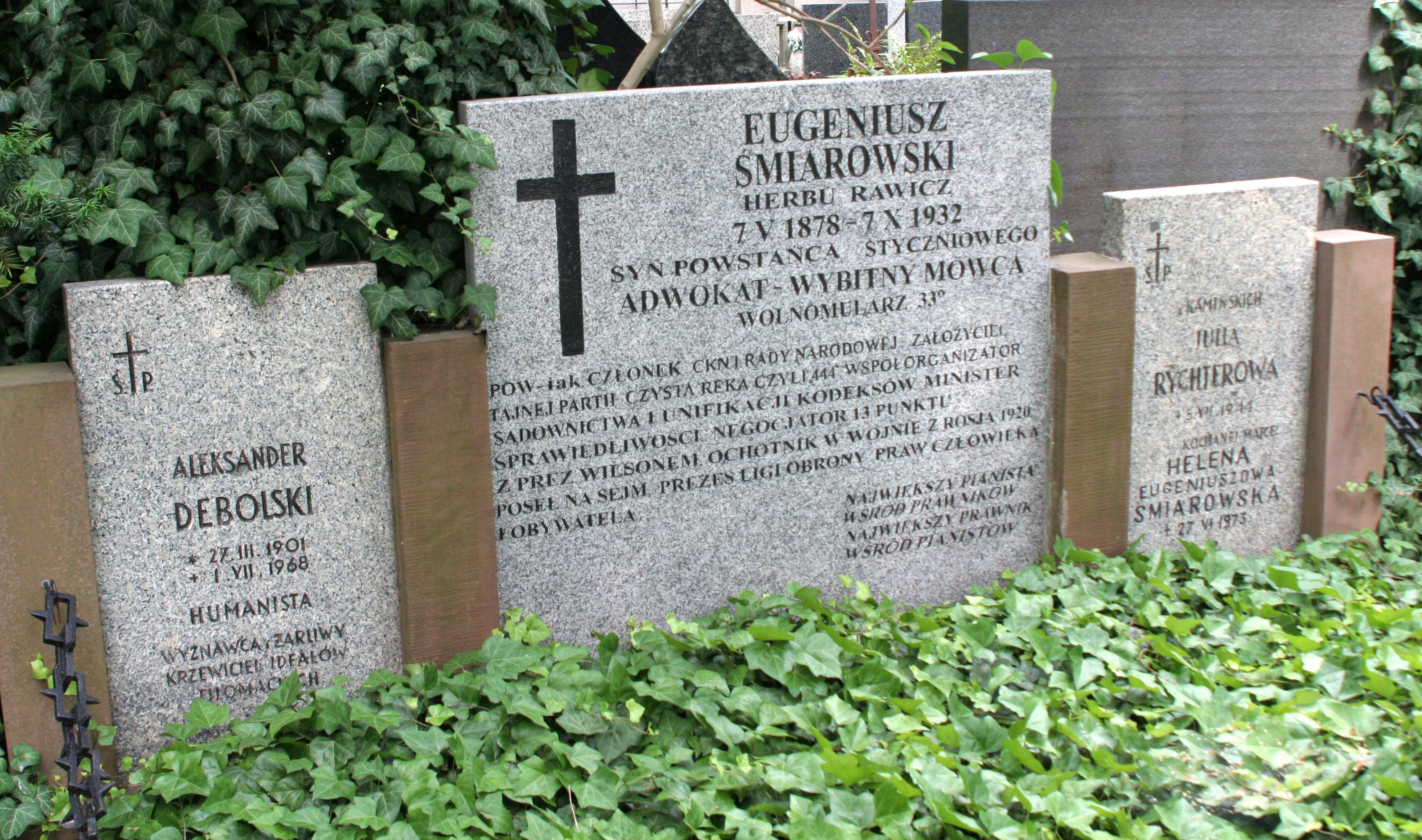
Grób Eugeniusza Śmiarowskiego na cmentarzu ewangelicko-reformowanym w Warszawie

Eugeniusz Śmiarowski (ur. 7 maja 1878 w Łomży, zm. 7 października 1932 w Warszawie) – polski prawnik i polityk, poseł na Sejm I kadencji w II RP.

## Życiorys
Ukończył studia na Wydziale Prawa Uniwersytetu Warszawskiego w 1902, później był adwokatem. Od 1906 w Kole Obrońców Politycznych, kierowanym przez Stanisława Patka. Prowadził działalność niepodległościową, był m.in. członkiem Centralnego Komitetu Narodowego w Warszawie oraz Rady Narodowej. Był pracownikiem Komisji Kwalifikacyjnej Tymczasowej Rady Stanu. Był jednym z czołowych działaczy Komisji  Porozumiewawczej Stronnictw Demokratycznych.
Początkowo w Stronnictwie Narodowo-Radykalnym, później w Zjednoczeniu Stronnictw Demokratycznych, następnie w PSL „Wyzwolenie”. W 1922 z listy tej ostatniej partii wszedł do Sejmu (poseł z okręgu nr 23). Był kandydatem ugrupowania na marszałka izby. W marcu 1925 przeszedł do Partii Pracy. Wkrótce potem jednak opuścił i tę partię.
W 1928 zakończył karierę polityczną i skupił się na pracy adwokackiej. Bronił oskarżonych w procesie posłów mniejszości białoruskiej Hromady, jak również w procesie brzeskim.
Bolesław Leśmian dedykował mu zbiór wierszy Łąka z 1920 roku.
Jest pochowany na cmentarzu reformowanym przy ul. Żytniej w Warszawie (kwatera U-1-4).